# Rémy (Ratatouille)
Pour les articles homonymes, voir Rémy (homonymie).
 (juillet 2025).
Si vous disposez d'ouvrages ou d'articles de référence ou si vous connaissez des sites web de qualité traitant du thème abordé ici, merci de compléter l'article en donnant les références utiles à sa vérifiabilité et en les liant à la section « Notes et références ».

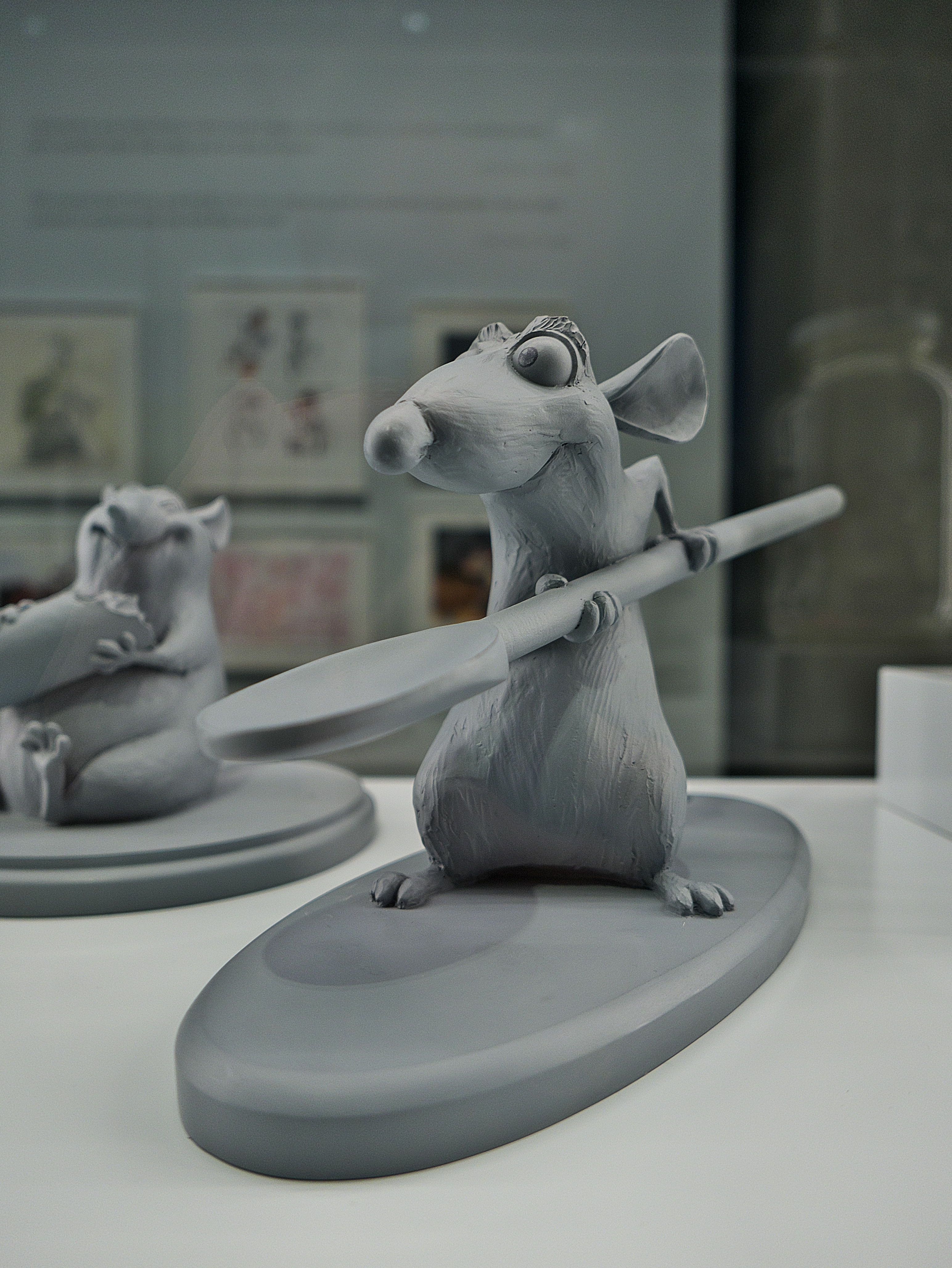
Image issue du film Ratatouille

Rémy est un personnage de fiction, un rat d'égout apparaissant dans le film Ratatouille. Il est également le héros des jeux vidéo dérivés du film, comme Ratatouille ou Ratatouille : Cuisine en délire.
Rémy est interprété dans la version originale par Patton Oswalt, dans la version française par Guillaume Lebon et dans la version québécoise par Benoit Éthier.
C'est un très jeune petit rat qui rêve de devenir un grand chef cuisinier, rêve difficile pour un animal de son espèce. Pourtant, son odorat des plus fins, et sa capacité à mélanger les saveurs pour préparer les meilleurs repas lui permettront de réaliser son vœu. Il refuse sa vie de rat d'égoût, et se reconnaît en tant que créateur, et non comme fouineur de poubelles. Quand Rémy ne concocte pas de plat, il lit le livre de son idole : Gusteau. En tombant sur son restaurant, Rémy ne savait pas encore ce qui allait lui arriver.
Son père, Django, essaie de le décourager car il pense que les êtres humains sont les ennemis des rats. Il ne veut rien de plus que son fils Rémy reste dans la colonie de rats, pour qu'il n'ait aucun rapport avec les humains. Il le mène alors devant une boutique de produits et poisons anti-rats afin de lui démontrer que les humains les haïssent et ainsi le dissuader de les fréquenter.
C'est la troisième fois qu'un animal apparaît comme le héros d'un long-métrage de Pixar, après Tilt dans 1 001 Pattes et Nemo dans Le Monde de Nemo.

## Interprètes
- Voix originale : Patton Oswalt
- Voix allemande : Axel Malzacher
- Voix argentine : Marcelo Serre
- Voix catalane : Roger Isasi Isasmendi
- Voix danoise : Nikolaj Lie Kaas
- Voix espagnole : Roger Pera
- Voix estonienne : Indrek Ojari
- Voix finnoise : Aksu Palmén
- Voix flamande : Michael Pas
- Voix française : Guillaume Lebon
- Voix hispano-américaine : Sergio Bonilla
- Voix hongroise : Hevér Gábor
- Voix italienne : Nanni Baldini
- Voix néerlandaise : Ewout Genemans
- Voix québécoise : Benoit Éthier
- Voix libanaise : Abdo Hakim